# Girolamo Polidoro

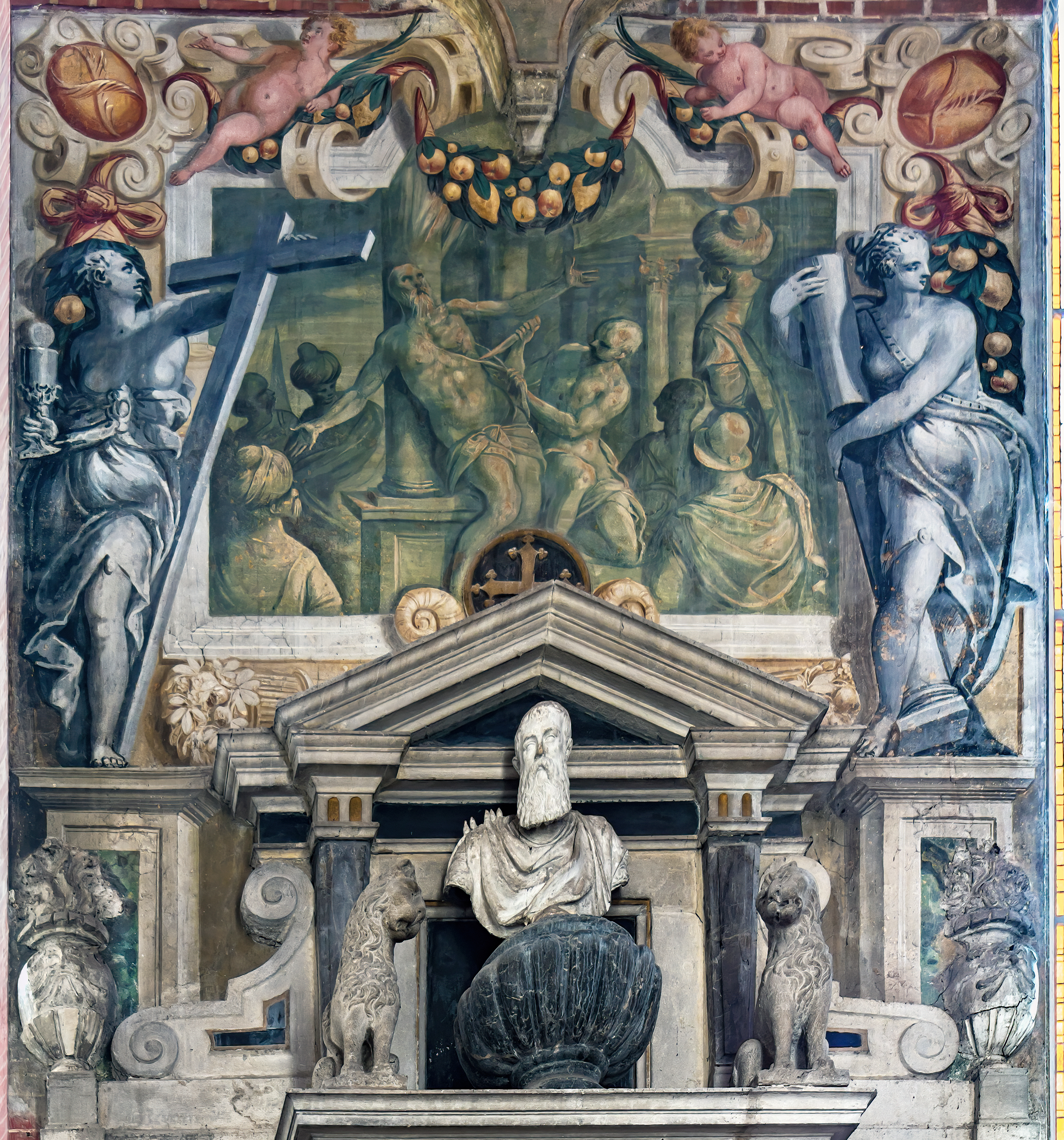
Detail van het grafmonument van Marcantonio Bragadin, met vooraan de zwarte urn waarin zich de door Polidoro ontvreemde huid bevindt.

Girolamo Polidoro was een 16e-eeuwse soldaat die in Ottomaanse slavernij raakte en die in Constantinopel de huid van zijn overleden meester Marcantonio Bragadin ontvreemdde, welke als reliek in Venetië terechtkwam.

## Leven
Door zijn nederige status zijn er weinig bronnen over Polidoro. Hij zou uit Verona afkomstig zijn geweest, maar levensdata ontbreken. Zijn verhaal is grotendeels bekend door het verzoekschrift waarmee hij op 1 december 1587 om een maandelijkse toelage van vijftien dukaten vroeg. Er waren ondersteunende getuigenissen bij gevoegd van vooraanstaande Venetianen. 
Vast staat dat Polidoro in 1560 als knecht in dienst was van het geslacht Bragadin in Venetië. Vermoedelijk zal hij dat jaar Marcantonio Bragadin zijn gevolgd, toen deze galeikapitein werd, en opnieuw toen deze in 1569 benoemd werd tot rector in Famagusta om het door de Ottomanen bedreigde Cyprus te verdedigen. Bragadin slaagde daar echter niet in. Tijdens de vijfde Ottomaans-Venetiaanse oorlog werd hij in 1571 levend gevild door de veroveraars. Zijn huid werd naar Constantinopel gevoerd en als trofee opgesteld aan de ingang van het arsenaal Tersâne-i Âmire. De soldaat Polidoro overleefde het beleg, maar werd krijgsgevangen gemaakt en als slaaf tewerkgesteld.
In 1580 slaagde hij erin de huid van zijn vroegere meester te stelen en te bezorgen aan Antonio Tiepolo (1527-1582), de bailo van Constantinopel. Het kwam hem echter duur te staan, want hij werd opgespoord en zwaar gefolterd. Na meerdere dagen op de pijnbank werd hij gestraft met drieduizend stokslagen op zijn buik en benen. Getekend voor het leven (hij zei dat hij eunuch was geworden) kon hij in 1587 terugkeren naar Venetië dankzij het goud van de Bragadins. Hij ondersteunde Polidoro ook bij diens verzoekschrift. Uit erkenning van zijn devotie en leed zegde de Senaat hem op 13 februari 1588 een maandbedrag van vijf dukaten toe voor het leven. 
De huid van Bragadin is in 1580 als relikwie in de abdijkerk van San Gregorio geplaatst en bevindt zich sinds 1596 in een urn in zijn grafmonument in de Santi Giovanni en Paolokerk.

## Voetnoten
1. ↑  Andere bronnen situeren dit rond 1575.
2. ↑  Niet duidelijk of het ging om omkopen gevolgd door vlucht, dan wel vrijkopen.
3. ↑  Luc Verhuyck, Venezia. Een anekdotische reisgids, 2011, p. 548. ISBN 9789025368159